# Взвод

Стандартне позначення піхотного взводу НАТО.

Взвод, українська історична назва чота́ ― це військове формування, тактичний підрозділ, що входить до складу роти, батареї та складається з 15―45 осіб. Окремі взводи можуть перебувати також за самостійними штатами в складі батальйону, дивізіону, полку або бригади, і навіть управлінь, установ тощо.
Організаційно взвод, залежно від його призначення, має декілька відділень, секцій або команд (обслуг, екіпажів, груп). Штатний командир взводу — молодший офіцер у званні лейтенанта.

## Етимологія
Згідно зі статутом ЗС України використовується термін взвод. Це слово запозичене з російської мови, яке утворене від дієслова взводить («зводити»). У XVIII ст. в російській імператорській армії аналогічний підрозділ мав назву плутонг.
Історично в українських збройних силах (армія УНР, Червоне козацтво, УГА, УПА) щодо цього підрозділу використовувалось слово чота.

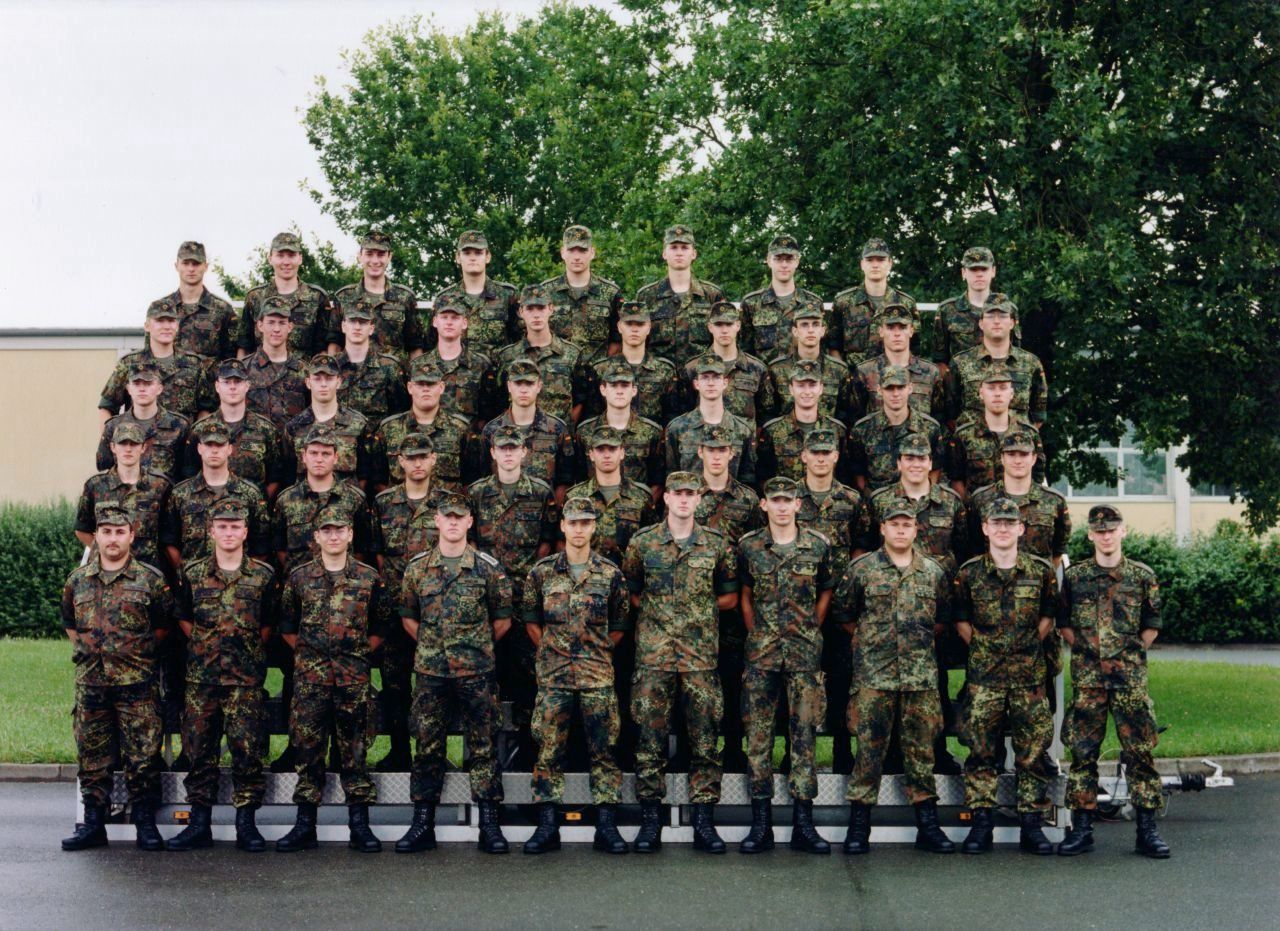
Взвод Бундесверу.

## Історія
Вперше взводи створено наприкінці XVII століття в піхоті й кінноті, а потім в артилерії, як складова частина роти, ескадрону та батареї. Надалі, з появою нових родів військ (танкових, повітрянодесантних) і розвитком спеціальних військ (інженерних, зв'язку, залізничних та інших), взводи ввійшли й до їхніх організаційних структур.
В структурі УГА та УПА чоти входили до сотень і налічували по 30-40 вояків. Кожна чота складалася з 3-4 роїв по 10 осіб. На початку XXI століття взводні структури є у всіх родах військ і спеціальних військах, а також у частинах і підрозділах забезпечення й обслуговування збройних сил більшості держав світу. Залежно від призначення та складу є взводи: мотострілецькі, механізовані, мотопіхотні, піхотні, парашутно-десантні, танкові, артилерійські, мінометні, протитанкові, розвідувальні, саперні, зв'язку, управління, комендантські, регулювання, медико-санітарні, підвозу боєприпасів, господарські, ремонтні, постачання, матеріального забезпечення, обслуговування тощо.

## Позначення
Графічні позначки НАТО:
|  | Взвод                    |
|  | Механізований взвод      |
|  | Танковий взвод           |
|  | Інженерний бойовий взвод |

## Організація

### США
У складі Армії США піхотні взводи (англ. rifle platoon), як правило, налічують 42 солдати та складаються з:
- Управління (headquarters)
- 3 піхотні відділення (rifle squad)
- відділення важкої зброї (weapons squad)

Штатним командиром взводу є перший лейтенант, сержантом взводу є сержант першого класу. Кожне відділення очолюється сержантом.

### Українська повстанська армія
В організації УПА взводи називались чотами, стрілецька чота (від 20 до 40 осіб) складалась з:
- Чотовий
- Почот чотового (3 посланці, 1 сурмач)
- 3 стрілецькі рої
- Ланка легких гранатометів
- 1 бойовий віз

### Збройні сили України

#### Механізований взвод
Механізований взвод входить до складу механізованих рот механізованого або танкового батальйону.
До складу механізованого взводу на БМП входять:
- Управління взводу: командир взводу, заступник командира, кулеметник (ПК), номер розрахунку.
- 3 механізовані відділення (по 9 чол., 1 БМП): командир відділення, заступник командира, механік водій, кулеметник (РПК-74), гранатометник (РПГ-7), стрілець-помічник гранатометника, снайпер (СВД), старший стрілець, стрілець (або стрілець-санітар).

Всього в механізованому взводі: 31 чол., 3 БМП, 3 РПГ-7, 1 кулемет ПК, 3 кулемети РПК.

#### Танковий взвод
Танковий взвод входить до складу танкових рот танкового батальйону і налічує:
- 3 танкові екіпажі

Всього у складі взводу: 9 чол., 3 танки.

#### Гранатометний взвод
Гранатометний взвод підпорядковується напряму командиру механізованого батальйону та має у своєму складі:
- Управління взводу: командир, заступник командира.
- 3 гранатометні відділення

Всього: 26 чол., 3 БМП, 1 РПГ-7, 6 автоматичних гранатометів АГС-17.

#### Протитанковий взвод
Протитанковий взвод входить лише до складу механізованого батальйону на БТР і складається:
- Управління взводу (6 чол.)
- 3 протитанкові відділення (по 8 чол., 2 9П135 «Фагот»)
- 3 гранатометні відділення (по 4 чол., 2 СПГ-9)

Всього у протитанковому взводі: 42 чол., 5 БТР, 6 ПТРК Фагот, 3 СПГ-9.

#### Взвод технічного забезпечення (обслуговування)
Взводи забезпечення входять до складу роти забезпечення. Оснащення та кількість особового складу даних взводів може відрізнятися залежно від підпорядкування механізованому чи танковому батальйону.
- Управління
- Відділення технічого обслуговування автомобільної техніки (тільки у механізованому батальйоні)
- Відділення технічого осблуговування бронетанкової техніки
- Ремонтне відділення
- Евакуаційне відділення

#### Взвод матеріального забезпечення
- Командир взводу
- Автомобільне відділення підвезення боєприпасів
- Автомобільне відділення підвезення ПММ
- Господарське відділення[5]